# Кисела павлака
Павлака или сметана је врста млечног крема који традиционално преовладава у Централној, Источној и Југоисточној Европи и Централној Азији. Слична је павлаци, али се данас углавном продаје са 9% до 42% млечне масти у зависности од земље.

## Врсте павлаке
Остављањем млека да мирује масноћа из млека се издваја на површину. Скупљањем масноће са површине настаје павлака. Услед деловања бактерија млечне киселине млеко се кисели, па тиме и павлака која се прикупља на површини. У зависности од дужине стајања као и степена киселости добијамо слатку павлаку или киселу павлаку. Павлака садржи до 30% масноће.
- Слатка павлака прикупља се пре почетка кисељења. Употребљава се за шлаг, сладоледе, парфéе и као додатак разним сосовима. У промету је најчешће са 24% масноће. У промет долази и под називом павлака за кување

- Кисела павлака се скупља у узнапредованој фази киселости и као таква се ставља у промет под називом кисела павлака. Садржај масноће је од 10 - 20%.